# Elias Stein (joueur d'échecs)
Pour les articles homonymes, voir Elias Stein et Stein.
Cet article concerne le joueur d'échecs. Pour le mathématicien, voir Elias Menachem Stein.
Elias Stein est un joueur d'échecs alsacien puis néerlandais, né le 5 février 1748 à Forbach et mort le 12 septembre 1812 à La Haye. Il a notamment effectué une étude de la défense hollandaise.

## Biographie
Elias Stein naquit à Forbach en Lorraine. Il s'installa dans sa jeunesse à La Haye et devint le tuteur des enfants de Guillaume V d'Orange-Nassau. 
Il publia en 1789 le Nouvel Essai sur le jeu des échecs avec des réflexions militaires relatives à ce jeu,  destiné à ses élèves. C'est dans ce livre qu'il étudie et recommande l'ouverture qui fut appelée la défense hollandaise (1. d4 f5). Deux nouvelles éditions parurent au XIXe siècle ainsi que des traductions en néerlandais.
Sa biographie a été écrite par son élève Friedrich von Mauvillon (1774-1851). Stein se vantait de jouer (et remporter) deux parties d'échecs tout en disputant une partie de billard.